# هاري فايفر
هاري فايفر (بالألمانية: Harry Pfeifer) (و. 1929 – 2008 م) هو فيزيائي، وأستاذ جامعي من ألمانيا . ولد في بينيغ .
توفي في لايبزيغ ، عن عمر يناهز 79 عاماً.

## مناصب وهيئات
أدار جامعة لايبتزغ.

## جوائز
حصل على جوائز منها:
- الجائزة الوطنية لجمهورية ألمانيا الديمقراطية.